# Anlage (Technik)

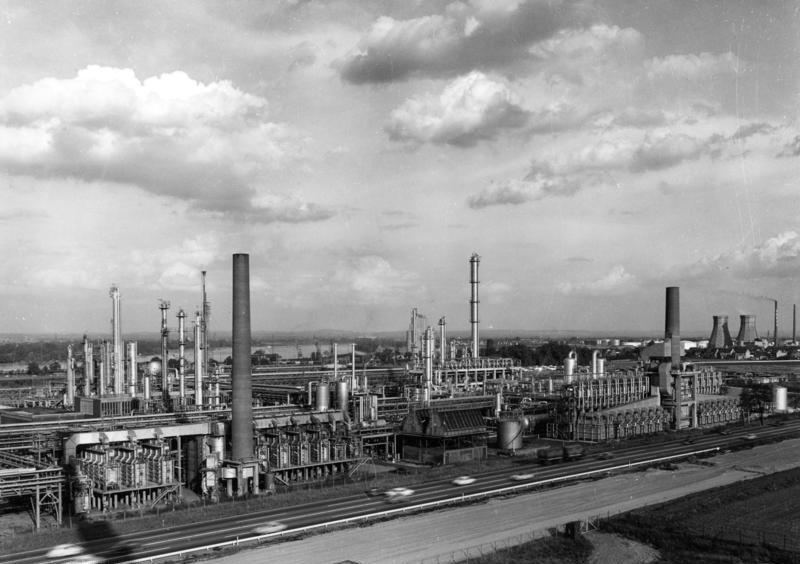
Petrochemische Anlage der ehemaligen Rheinischen Olefinwerke in Wesseling (1967)

Die Anlage ist in der Technik eine planvolle und systematische Zusammenstellung von in räumlichem Zusammenhang stehenden Apparaten, Geräten und/oder Maschinen inkl. zugehöriger Bauten bzw. Stützkonstruktionen, die funktional, steuerungstechnisch oder sicherheitstechnisch miteinander verbunden sein können.

## Allgemeines
Besonders in der Industrie prägen Anlagen (Industrieanlagen) als Systeme das Bild einer Betriebsstätte. Anlagen sind umfangreiche technische Betriebsmittel, die aus mehreren technischen Komponenten bestehen. Sie sind dadurch charakterisiert, dass sie verfahrenstechnisch voneinander abhängig und miteinander verbunden sind, so dass sich der Ausfall eines Anlagenteils auf die Gesamtanlage auswirken kann. Diese Interdependenz kann deshalb zu komplexen Betriebsstörungen führen. Zur Synchronisation einer Anlage gibt es eine Steuereinrichtung, die den Produktionsprozess beeinflusst. Der Anlagenbau erstellt derartige Anlagen unter Anwendung der Anlagentechnik, also der Summe des erforderlichen technischen Know-how zur Erstellung von Anlagen.

## Anlagentypen
Industrieanlagen
- Anlagen der Automatisierungstechnik;
- Druckluftanlagen;
- Fließbandfertigungsanlagen;
- Förderanlagen;
- Leitungsanlagen der Energieversorgung (Elektro, Gas);
- Produktionsanlagen;
- Schaltanlagen für Hoch- und Mittelspannung in der Energieversorgung;
- Vakuumanlagen;
- Verfahrenstechnische Anlagen des Anlagenbaus, Recyclinganlagen, Erdölraffinerien, Aufbereitungsanlagen (für Erze und dergleichen mehr), Kläranlagen, Biogasanlagen, Mahlwerke, Windsichteranlagen;
- Wasserkraftanlagen;
- Windkraftanlagen.

Infrastrukturanlagen
- Abfallentsorgungsanlage
- Abwasserbehandlungsanlage
- Gleisanlagen;
- Hafenanlagen;
- Sendeanlagen;
- Verkehrsanlagen;
- Verkehrsbauwerke;
- Versorgungsanlagen.

Anlagen an oder in baulichen Anlagen
- Antennenanlagen;
- Heizanlage
- Niederspannungsschaltanlagen;
- Photovoltaikanlagen oder Solaranlagen;
- Telefonanlagen;
- Waschanlagen.

Anlagen der Konsumelektronik
- HiFi-Anlagen;
- Modellbahnanlagen;
- Stereoanlagen.

## Rechtsfragen
Im Umweltrecht gibt es keinen einheitlichen Anlagenbegriff. Für ihren Geltungsbereich definieren die jeweiligen Normen üblicherweise jeweils selbst näher, was sie darunter verstehen.
So versteht die Industrie-Emissionsrichtlinie (IED) für das Gebiet der Europäischen Union unter einer Anlage eine ortsfeste technische Einheit, in der eine oder mehrere der in ihren Anhängen näher genannten Tätigkeiten sowie andere unmittelbar damit verbundene Tätigkeiten am selben Standort durchgeführt werden, die mit den in den genannten Anhängen aufgeführten Tätigkeiten in einem technischen Zusammenhang stehen und die Auswirkungen auf die Emissionen und die Umweltverschmutzung haben können. Das deutsche Bundes-Immissionsschutzgesetz dient zwar auch der Umsetzung der IED, versteht den Begriff aber weiter und unter Anlagen Betriebsstätten und sonstige ortsfeste Einrichtungen, Maschinen, Geräte und sonstige ortsveränderliche technische Einrichtungen und Fahrzeuge, sowie (unter Ausnahme öffentlicher Verkehrswege) Grundstücke, auf denen Stoffe gelagert oder abgelagert oder Arbeiten durchgeführt werden, die Emissionen verursachen können. Daran knüpft wieder das Strafgesetzbuch mit dem Vergehen „Unerlaubtes Betreiben von Anlagen“ in einer seiner Varianten an. Abermals weiter ist der Anlagenbegriff in den Straftatbeständen der Luftverunreinigung und des Verursachens von Lärm oder Erschütterungen, ausdrücklich ausgenommen werden hier jedoch u. a. Kraft- und Luftfahrzeuge.
Im deutschen Zivilrecht kann man auf das Umwelthaftungsgesetz (UmweltHG) und seine verschuldensunabhängige Anlagenhaftung zurückgreifen: Wird durch eine Umwelteinwirkung, die von einer Anlage ausgeht, jemand getötet oder verletzt oder eine Sache beschädigt, ist der Inhaber der Anlage verpflichtet, dem Geschädigten den daraus entstehenden Schaden zu ersetzen. Hier sind Anlagen als ortsfeste Einrichtungen wie Betriebsstätten und Lager sowie auch als Maschinen, Geräte, Fahrzeuge und sonstige ortsveränderliche technische Einrichtungen und Nebeneinrichtungen verstanden, die mit der Anlage oder einem Anlagenteil in einem räumlichen oder betriebstechnischen Zusammenhang stehen und für das Entstehen von Umwelteinwirkungen von Bedeutung sein können.
Das Bilanzrecht zählt in § 266 Abs. 2 A II Nr. 2 HGB die technischen Anlagen und Maschinen zum Anlagevermögen auf der Aktivseite einer Bilanz. Diese Regelung findet sich auch im International Accounting Standard 16, der das Sachanlagevermögen (englisch property, plant and equipment) betrifft. Technische Anlagen und Maschinen umfassen alle unmittelbar in der Produktion eingesetzte Betriebsmittel; alle nicht unmittelbar in der Produktion eingesetzte Betriebsmittel werden als „andere Anlagen, Betriebs- und Geschäftsausstattung“ bilanziert. Auch wenn die Bestandteile einer Anlage bewegliche Sachen sein können, bilden sie wegen dieser bilanziellen wirtschaftlichen Verbundenheit eine Sachgesamtheit.
Im Bereich der Produktsicherheit fallen große Industrieanlagen rechtlich oft in zwei Kategorien: Sie gelten einerseits als Maschine im Sinne der Maschinenrichtlinie 2006/42/EG, andererseits erfüllen sie aber auch die baurechtliche Definition eines Gebäudes (§ 2 Musterbauordnung, Definition einer baulichen Anlage), da sie aus Bauprodukten hergestellt und fest mit dem Boden verbunden sind. Hier kommt es oft zu Unklarheiten, welche Normen anzuwenden sind, da die Normen für Maschinen oft andere Anforderungen stellen als baurechtliche Normen. Diese Anforderungen stehen teils im Widerspruch zueinander.

## Wirtschaftliche Aspekte
Die Anlagenintensität gibt als betriebswirtschaftliche Kennzahl das Verhältnis vom Sachanlagevermögen zur Bilanzsumme eines Unternehmens wieder.
{\displaystyle \mathrm {Anlagenintensit{\ddot {a}}t} ={\frac {\mathrm {Sachanlageverm{\ddot {o}}gen} }{\mathrm {Bilanzsumme} }}}.
Je höher die Kennzahl der Anlagenintensität ausfällt, umso größer ist der Anteil der betrieblichen Anlagen am Gesamtvermögen eines Unternehmens. Anlagenintensive Betriebe weisen eine hohe Anlagenintensität auf und unterliegen der Gefahr, bei Schwankungen des Beschäftigungsgrades unausgelasteten Kapazitäten mit der Folge von Leerkosten ausgesetzt zu sein. Insbesondere fixe Kosten wie Zinsaufwand und Abschreibungen werden bei Unterbeschäftigung ganz oder teilweise nicht mehr aus dem Umsatzprozess generiert und können zu Verlusten führen (so genannter operating leverage). Diese fixen Kosten zwingen das Unternehmen dauernd zur vollen Auslastung seiner Kapazität, damit die fixen Kosten des Anlagevermögens auf eine möglichst große Anzahl von Produkten verteilt und deshalb je Erzeugnis (Stückkosten) möglichst niedrig gehalten werden (Fixkostendegression). Eine niedrige Anlagenintensität kann umgekehrt Kapazitätsengpässe in der Produktion verursachen, auf Investitionsstaus oder auf Sale-Lease-Back zurückzuführen sein. Je geringer die Anlagenquote ist, umso elastischer kann sich ein Unternehmen der veränderten Marktentwicklung anpassen. Die Anlagenintensität ist daher zugleich ein Maßstab für die Anpassungsfähigkeit oder Flexibilität eines Unternehmens.
Die Anlagenintensität ist sehr branchenabhängig, weshalb sie zwischen 10 % und 70 % je nach Branche schwanken kann. Zu den anlagenintensivsten Betrieben gehören das maschinenintensive produzierende Gewerbe, Transport-, Infrastruktur- oder Telekommunikationsunternehmen sowie Fluggesellschaften. Eine sehr niedrige Anlagenintensität ist im Handel und im Baugewerbe vorzufinden, weil hier der Produktionsfaktor Arbeit vorherrscht (siehe Arbeitsintensität).